# Czata
Czata – element ubezpieczania wojsk podczas postoju, zazwyczaj w sile od plutonu do kompanii. Rozróżnia się czaty samodzielne, wysyłane bezpośrednio z ubezpieczanego pododdziału lub oddział, i czaty główne znajdujące się w drugim rzucie oddziału czat

## Charakterystyka czaty
Często wchodzi w skład oddziału czat. W przypadku napadu nieprzyjaciela nawiązuje z nim walkę i powiadamia o tym ubezpieczane wojska. 
Działa zazwyczaj w sile wzmocnionego plutonu, w odległości do 5 km od rejonu rozmieszczenia pododdziałów. Szerokość pasa ubezpieczenia do 2 km. 
W celu niedopuszczenia do niespodziewanego napadu ubezpiecza się: 
- placówką
- patrolami pieszymi, drużynami patrolowymi lub szperaczami
- czujkami[b]– w składzie 2-3 żołnierzy

Działania czaty
Po zajęciu nakazanego rejonu  czata zamyka najbardziej prawdopodobne kierunki podejścia przeciwnika. Przygotowuje do obrony główny i zapasowy punkt oporu. W lukach pomiędzy czatami organizuje system obserwacji i patrolowania. W przodzie i na skrzydłach wystawia się placówkę i czujki (podsłuchy). Na przedpole wysyła się patrole z zadaniem prowadzenia rozpoznania.
W nocy i w warunkach ograniczonej widoczności wystawia się podsłuchy w składzie 2–3 żołnierzy, a w warunkach dziennych czujki w składzie 2-3 żołnierzy.

W przypadku pojawienia się przeciwnika czata wzmacnia obserwację i przygotowuje się do walki, a dowódca czaty melduje o tym przełożonemu i powiadamia sąsiednie ubezpieczenia. Małe grupy przeciwnika niszczy lub bierze do niewoli, a wobec ataku większych sił czata utrzymuje zajmowaną linię obrony tym samym zabezpieczając zorganizowane wejście do walki ubezpieczanych wojsk.

## Czata w Wojsku Polskim w II Rzeczypospolitej
Rodzaje czat:
- czaty marszowe

ubezpieczenie przez czaty marszowe ma miejsce w przypadku działań z dala od nieprzyjaciela; jej działanie polega na wysunięciu na drogi wiodące od nieprzyjaciela małych oddziałów, które bronią dostępu do rejonu postoju
- czaty zwarte

ubezpieczenie czatami zwartymi ma miejsce w przypadku działań w pobliżu nieprzyjaciela. Ubezpieczenie wystawia się na dogodnych punktach ośrodków oporu, które tworzą pozycję głównego oporu. Obsada czaty głównej składa się zazwyczaj z kompanii piechoty i drużyny ckm. Czaty główne ubezpieczają się placówkami, które tworzą pozycję ubezpieczającą. Część sił wyznaczonych na ubezpieczenie postoju wydziela się jako odwód czat. Ilość wojsk wydzielonych na czaty, ich ugrupowanie i rozmieszczenie zależy od położenia.
- czaty bojowe

czatami bojowymi ubezpieczają się oddziały mające styczność z nieprzyjacielem. Ubezpieczenie to polega na wysunięciu na bliskie odległości placówek i patroli. Oddziały czołowe biwakują na zajętych stanowiskach bojowych. Jednostki odwodowe rozmieszczane są tak, aby mogły natychmiast manewrować i uderzać.